# سروکاج سیاه
سروکاج سیاه (نام علمی: Callitris endlicheri) نام یک گونه از سرده سروکاج‌ها است.